# João Bosco Burnier
João Bosco Penido Burnier (Juiz de Fora, 11 giugno 1917 – Goiânia, 11 ottobre 1976) è stato un religioso brasiliano, vittima innocente della dittatura brasiliana.

## Biografia
Nato l'11 giugno 1917 a Juiz de Fora (MG) in una numerosa famiglia (era il quinto di nove fratelli), studiò a Roma alla Pontificia Università Gregoriana. Sempre a Roma fu ordinato sacerdote gesuita nel 1946, e terminò gli studi in Spagna. Anche due dei suoi otto fratelli divennero religiosi: Frei Martinho, domenicano, e padre Vicente, primo sacerdote non udente della chiesa brasiliana.
Fu nominato assistente per l'America Latina della Compagnia di Gesù. Nel 1954 divenne vice-provinciale per la Zona centro, in Brasile, e fu fra i fondatori del "Collegio Gesuita" di Juiz de Fora.
Morì tragicamente il 12 ottobre 1976, dopo che, la sera prima fu colpito al petto dalla pallottola esplosa dalla pistola di un poliziotto a Ribeirão Cascalheira (MT).
Padre João Bosco, assieme a Dom Pedro Casaldáliga, era andato nella locale caserma di Polizia per reclamare la libertà di due contadine, incarcerate ingiustamente perché sospettate di collaborazionismo con gli oppositori del Governo Geisel e torturate. Alle minacce di denunce di Dom Pedro, il poliziotto Ezy Ramalho Feitosa esplose un colpo di pistola verso il presule, ma Padre João Bosco, accortosi, gli fece da scudo e cadde sotto quel colpo. Trasportato d'urgenza a Goiana, muore durante il tragitto. È sepolto a Diamantino il successivo 15 ottobre.
I contadini, venuti a sapere di questo orribile gesto, andarono in rivolta presso la caserma e la distrussero, liberando le due contadine. Oggi, in quel luogo è sorto il Santuário dos Mártires do Araguaia e la camicia insanguinata di Padre João Bosco è conservata presso lo stesso Santuario come monito e testimonianza non violenta.
Fu solo trentatré anni dopo (nel dicembre 2009), avendo perso la protezione del governo brasiliano, che Ezy Ramalho Feitosa fu condannato.